# Bayramiç (district)
Bayramiç is een Turks district in de provincie Çanakkale en telt 31.372 inwoners (2007). Het district heeft een oppervlakte van 1284,2 km².
De bevolkingsontwikkeling van het district is weergegeven in onderstaande tabel.
| 1997   | 2000   | 2007   |
| ------ | ------ | ------ |
| 32.461 | 32.314 | 31.372 |